# Catarina Corner
Catarina Corner (Venetian: Catarina) (25 tháng 11 năm 1454 - 10 tháng 7 năm 1510) là nữ vương cuối cùng của Síp, tại vị từ ngày 26 tháng 8 năm 1474 đến ngày 26 tháng 2 năm 1489

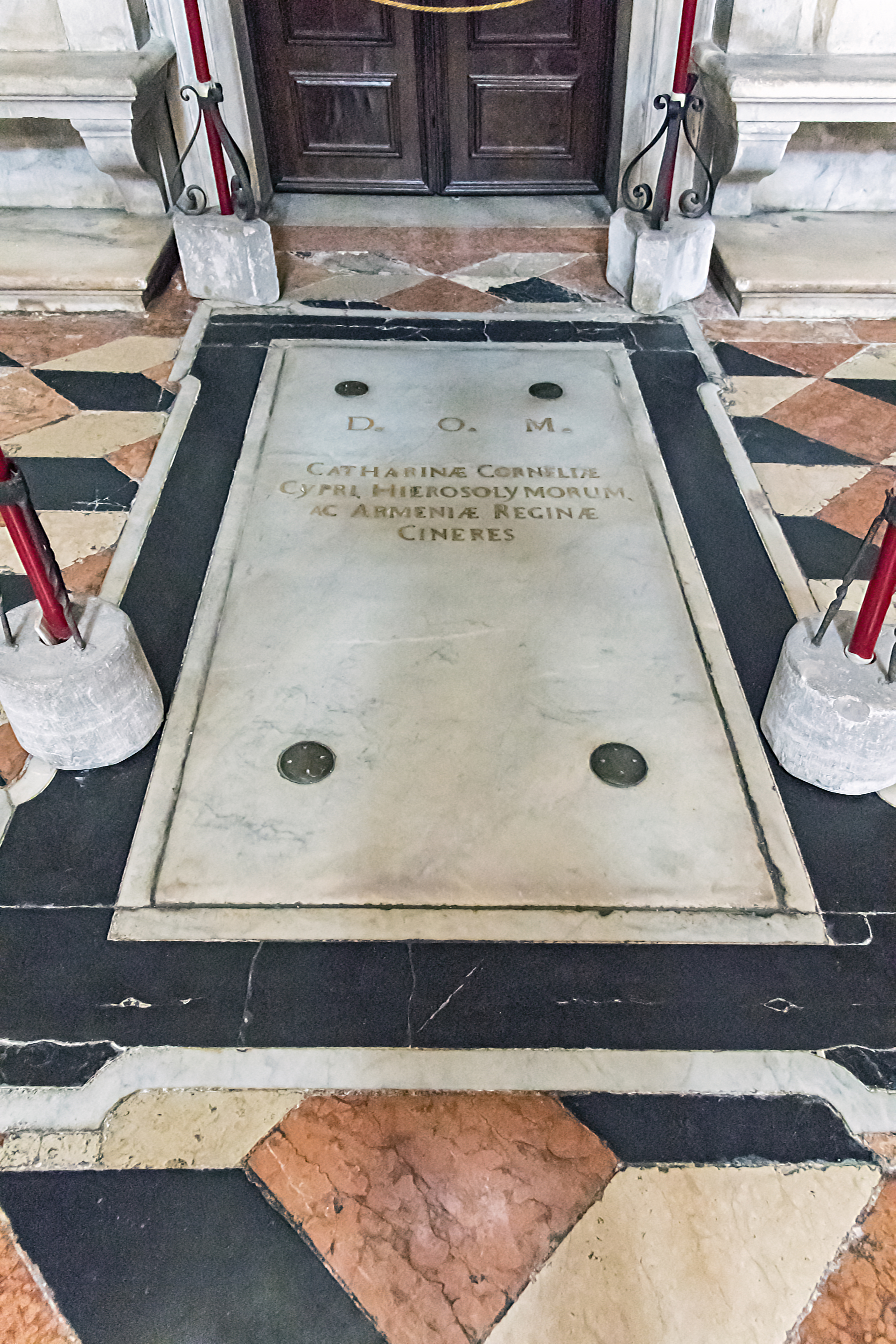
Mộ của bà.
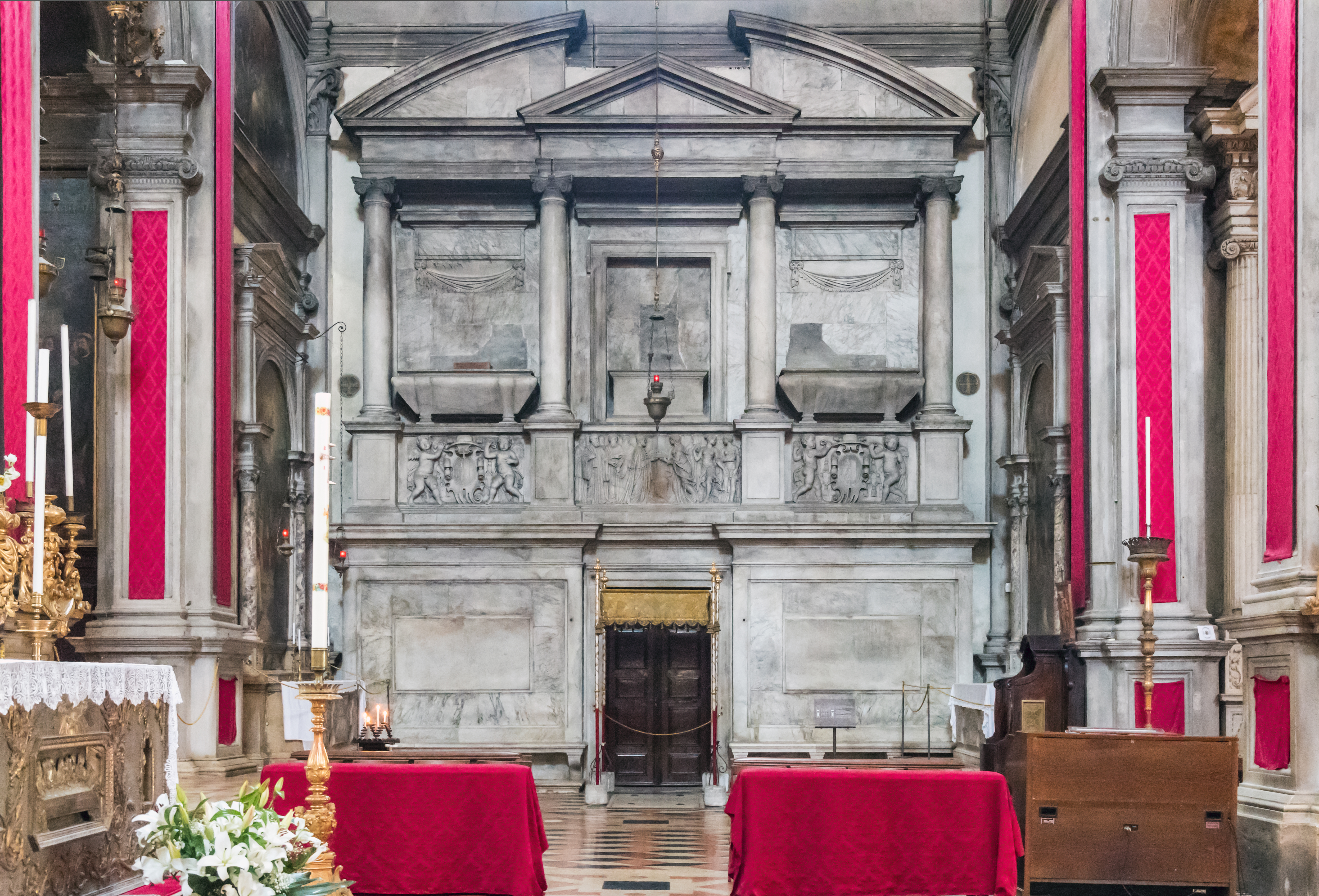
Tượng tang lễ của bà.